# Werner-Otto-Preis
Der Werner-Otto-Preis wird seit 2011 jährlich von der Alexander Otto Sportstiftung an Vereine und Institutionen im Bereich des Behindertensports vergeben. Benannt ist er nach dem Hamburger Unternehmensgründer und Mäzen Werner Otto. Die Stiftung wurde von seinem jüngsten Sohn Alexander Otto ins Leben gerufen.
Gewürdigt werden Projekte, die zur Inklusion und Förderung behinderter Menschen im Hamburger Sport beitragen.

## Dotierung
Insgesamt ist eine Preissumme von 30.000 Euro ausgesetzt. Neben dem Gewinner, der zurzeit (2020) 15.000 Euro erhält, werden weitere Projekte ausgezeichnet und mit einer Zuwendung bedacht (Anerkennung). Darüber hinaus wurden 2011 ein Sonderpreis und 2014 zwei Sport-Leuchttürme vergeben. Damit wurden Projekte geehrt, „die über Hamburg hinaus besondere Strahlkraft haben“.

## Preisträger
- 2011
  - Gewinner
    - HSV-Rollstuhlsport-Abteilung (für Handbike-Projekt)

  - Anerkennung
    - Blindenfußball-Team des FC St. Pauli
    - TSG Bergedorf (Integrationsprojekt für Menschen mit geistiger oder Mehrfachbehinderung)
    - SV Eidelstedt von 1880 e.V. (Integrationsprojekt)

  - Anerkennung/Sonderpreis
    - Sylvia Tartz-Maier (Fitnessangebot für gehörlose Frauen)
- 2012
  - Gewinner
    - Eimsbütteler TV (Judoangebot an behinderte Menschen)

  - Anerkennung
    - Hamburger Sportbund (HSB; Sportabzeichentag für Menschen mit körperlicher und geistiger Behinderung)
    - fokus!tanzperformance e.V. (integratives Tanz- und Bewegungsangebot für Menschen mit und ohne Behinderung)
    - SC Concordia Hamburg (wöchentliches Fußballangebot an behinderte Menschen)
- 2013
  - Gewinner
    - SV Nettelnburg/Allermöhe (Drachenbootangebot an behinderte Menschen)

  - Anerkennung
    - Elbschule Hamburg (Kletter-AG für gehörlose und schwerhörende Kinder und Jugendliche)
    - Grün-Weiß Eimsbüttel (Fußballangebot an Kinder und Jugendliche mit Down-Syndrom)
    - Förderverein Integrationssport Hamburg und Umgebung (INTE Hamburg; umfassendes inklusives Sportangebot)
- 2014
  - Gewinner
    - Handballinitiative Freiwurf Hamburg (AMTV Hamburg, SV Eidelstedt, FC St. Pauli und Elmshorner HT; für den Aufbau von inklusiven Handballtrainingsgruppen)

  - Anerkennung
    - Regionales Bildungs- und Beratungszentrum Wilhelmsburg (ReBBZ; Sportangebot mit Inklusion sprachbehinderter Kinder und Jugendlicher)
    - Gemeindepsychiatrisches Zentrum Eimsbüttel (GPZE; Fußballangebot „Soul-Kicker Eimsbüttel“)
    - Hamburger Gehörlosen Sportverein und Der Hamburger und Germania Ruder Club (Ruderangebot an Gehörlose)

  - Sport-Leuchtturm
    - Hamburger SV (Aufbau des inklusiven Rollstuhlbasketball-Teams „BG Baskets Hamburg“)
    - Evangelische Stiftung Alsterdorf (Bau der ersten umfassend behindertengerechten Sporthalle in Alsterdorf)
- 2015
  - Gewinner
    - Gretel-Bergmann-Schule (inklusives Sportangebot: Konzepte für die Sportarten Goalball, Blindenfußball und Rollstuhlbasketball)

  - Anerkennung
    - Inklusive Tanzgruppe Herde (Tanzangebot an behinderte und nichtbehinderte Tanzpartner)
    - SV Eidelstedt von 1880 e.V. (Übertragung seines Inklusionskonzeptes in die 2014 errichtete barrierefreie Sporthalle in Alsterdorf)
    - Pinneberger Tennisclub e.V. (Sportangebot an geistig behinderte Kinder)
- 2016
  - Gewinner
    - Goldbekhaus e.V. (Projekt „All inclusive“ ermöglicht geistig und körperlich Behinderten von 14 bis 27 Jahren die Ausübung der Trendsportart Stand-Up-Paddling)

  - Anerkennung
    - Alster-Ruderverein Hanseat von 1925 e.V. (inklusive Ruderangebote für sehbehinderte und blinde Menschen)
    - Circusschule TriBühne e.V. (Angebot für die Ausübung zirkusreifer Künste an Kinder und Jugendliche von neun bis 16 Jahren)
    - Deutscher Rollstuhl-Sportverband e.V. (für sein Angebot „Rollstuhlsport macht Schule“ in Schulen)
- 2017
  - Gewinner
    - Regionales Bildungs- und Beratungszentrum Wilhelmsburg (ReBBZ; ermöglicht lern-, sprach- und verhaltensauffälligen Schülerinnen und Schülern von der Vorschule bis zur Beendigung der vierten Klasse einen ganzjährigen Schwimmunterricht; dabei erreichten sie in der Regel das Schwimmabzeichen in Bronze oder Silber)

  - Anerkennung
    - Eimsbütteler TV (inklusives Sportangebot Aquaball; das Team spielt als einziges inklusives Team auf der Champions-Tour um die Deutsche Meisterschaft)
    - Harburger TB von 1865 e.V. (inklusives Sportangebot für Ju-Jutsu)
    - Lebenshilfe Hamburg e.V. – „DIE HOCKIES“ (Gründung der inklusiven Hockeymannschaft „DIE HOCKIES“ gemeinsam mit dem Club an der Alster)
- 2018
  - Gewinner
    - Hamburger Kanu-Verband (in Kooperation mit dem Behinderten- und Rehabilitationssportverband Hamburg: Eröffnung eines Parakanu-Stützpunkts in Allermöhe)

  - Anerkennung
    - SV Lurup (Sportgruppe für behinderte Menschen sowie Hallenzeiten und die nötigen finanziellen Mittel)
    - FC St. Pauli (Erweiterung seiner Tischfußballabteilung durch die bundesweit erste inklusive Kicker-Mannschaft, die am Ligabetrieb teilnimmt)
    - Schule Tegelweg (nimmt Kinder und Jugendliche auf, die durch eine körperliche Behinderung u. a. in ihrer Bewegungsfähigkeit beeinträchtigt sind; Gestaltung des Sportunterrichts mit der dem Tischtennis ähnlichen Sportart Polybat)
- 2019
  - Gewinner
    - Alstersport e.V. (im Rollstuhlsport u. a. Mobilitäts- und Erste-Hilfe-Kurse sowie individuelle Trainingslager zur Vorbereitung auf Wettkämpfe)

  - Anerkennung
    - TSV Bargteheide (Ausweitung seines Inlineskate-Angebots auf sehbehinderte und blinde Menschen)
    - Haus der Jugend Eidelstedt (Treff und Trainingsmöglichkeit für Rollstuhlskater)
    - Hoisbütteler SV (Einsatz und Ausbildung behinderter Sportler zu Übungsleitern und Schiedsrichterassistenten im Floorball)
- 2020
  - Gewinner
    - SV Eidelstedt von 1880 e.V. (31 Angebote im Breiten- und Wettkampfsport für 400 aktive Mitglieder mit Handicap sowie weitere 350 Nichtmitglieder)

  - Anerkennung
    - LUFISCH – Luruper Förderverein Integration durch Schwimmen e.V. (Erhalt des Lehrschwimmbeckens in Lurup und kostenlose Schwimmkurse für Menschen, die aufgrund ihres körperlichen, geistigen oder seelischen Zustands auf fremde Hilfe angewiesen sind)
    - Tandemclub Weiße Speiche (Ermöglichung des Fahrradfahrens für sehbehinderten Menschen: Eine sehende und eine sehbehinderte Person radeln gemeinsam auf einem Tandem)
    - Norderstedter Sportverein (in Kooperation mit der Hamburger Blinden- und Sehbehindertenschule am Borgweg: Angebot therapeutisches Reiten)
- 2021[2]
  - Gewinner
    - Blau-Weiss Buchholz (umfassendes Sportangebot für Menschen mit Behinderung: 2006 Errichtung eines Sportzentrums, das innen und außen barrierefrei ist; die Sport- und Spielgeräte sind speziell auf Inklusion ausgerichtet)

  - Anerkennung
    - Der Bramfelder SV (ermöglicht seiner Inklusions-Fußballmannschaft, als erste überhaupt am organisierten Spielbetrieb des Hamburger Fußball-Verbandes teilzunehmen)
    - Downlaufen e. V. (inklusive Laufgruppe für Menschen mit und ohne Down-Syndrom)
    - Norderstedter Werkstätten (gemeinsames Floorballspielen mit einer benachbarten Grundschule)
- 2022[3]
  - Gewinner
    - Hamburger SV (ausgezeichnet für sein Angebot für amputierte Fußballer)

  - Anerkennung
    - Eimsbütteler TV (für sein inklusives Leistungsschwimmen)
    - Norddeutscher Regatta Verein (für sein inklusives Segelangebot für blinde und sehbehinderte Menschen)
    - SOV Lüneburg für sein inklusives Stand-Up-Paddeling
- 2023
  - Gewinner
    - Ruder-Club Favorite Hammonia („FunFari“: Rudertrainings für Menschen mit geistiger Behinderung)

  - Anerkennung
    - Hospital zum Heiligen Geist („ExcerCube“: ein eFitness-Gerät für die spielerische Umsetzung therapeutischer Übungen)
    - SC Poppenbüttel („Sitzgymnastik für Jedermann“: ein Gymnastik-Angebot für Menschen mit körperlichen Einschränkungen)
    - Special Olympics Hamburg („SEI AKTIV!“: Sportangebote für Menschen mit geistiger Behinderung in ihren Wohneinrichtungen, Werk- und Tagesstätten während der COVID-19-Pandemie 2020)
- 2024
  - Gewinner
    - Deutscher Alpenverein Sektion Hamburg-Niederelbe (zwei inklusive Klettergruppen u. a. für Rollstuhlfahrer, Menschen mit geistiger Behinderung oder Multipler Sklerose und Kinder mit angeborenen Muskelschwächen)

  - Anerkennung
    - Eimsbütteler TV (Judoangebot auch für Menschen mit geistiger Behinderung)
    - Tanz der Kulturen e. V. („Quertanz“-Angebot, ein inklusives Bewegungsangebot an Kinder und Jugendliche mit Behinderungen, darunter teilweise mit erheblichen Bewegungseinschränkungen)
    - TTG Hamburg-Nord im TSV DUWO 08 (bietet seit 2019 Tischtennis für an Parkinson erkrankte Menschen an)
- 2025
  - Gewinner
    - SIT`N`SKATE („SummerDays“, ein Programm aus Sport- und Bewegungsmöglichkeiten sowie kulturellen Aktivitäten für Rollstuhlfahrer)

  - Anerkennung
    - Eimsbütteler TV (Mit der „Golferbande“ fördert der ETV die Teilhabe von Menschen mit Down-Syndrom: Menschen mit und ohne Beeinträchtigung und unterschiedlichen Alters spielen gemeinsam Golf)
    - Hamburger Boxverband (Boxtraining „Du kämpfst“ für Parkinson-Patienten)
    - Op de Wisch e. V. (sozialpsychiatrisches, niedrigschwelliges Sportangebot an Menschen mit seelischen Belastungen, aber auch geistigen und körperlichen Beeinträchtigungen)